# Svenska bokbindareförbundet
Svenska bokbindareförbundet var ett fackförbund, bildat 1893, som organiserade anställda i bokbinderier, kartong-, kuvert- och wellpappförtetag. Det uppgick 1973 i Grafiska fackförbundet.

## Historia
- 1872 bildades Stockholms bokbinderiarbetareförening och snart tillkom flera fackföreningar runt om i landet.
- 1893 kallade Stockholmsföreningen kallade till en konferens där fem föreningar bildade Bokbindareförbundet. Förste ordförande blev Wilhelm Reslow.
- 1899 gav en strejk i Stockholm manliga 23 kr i veckan och kvinnliga 13 kronor. Flera strejker följde i början av seklet och en 19 veckors lockout år 1908.
- 1909 deltog förbundets 3400 medlemmar i storstrejken
- 1925 bildades en förhandlingsorganisation kallad Grafiska industrikartellen tillsammans med Svenska typografförbundet och Svenska litografförbundet.
- 1960 upphörde Bokbinderi-Arbetaren, som startats redan 1898, och istället utgavs Grafisk revy tillsammans med Svenska typografförbundet.
- 1972 hölls den sista självständiga kongressen.
- 1973 bildades Grafiska fackförbundet genom att förbundet slogs samman med Svenska litografförbundet och Svenska typografförbundet.